# José Antonio García Calvo
José Antonio García Calvo (nascut l'1 d'abril de 1975 a Madrid) és un exfutbolista espanyol que jugava habitualment de defensa central. Es va retirar al Reial Valladolid en finalitzar la temporada 2008-09. Va ser 3 cops internacional amb la selecció espanyola.